# Dietes robinsoniana
Dietes robinsoniana är en irisväxtart som först beskrevs av Ferdinand von Mueller, och fick sitt nu gällande namn av Friedrich Wilhelm Klatt. Dietes robinsoniana ingår i släktet Dietes och familjen irisväxter. Inga underarter finns listade i Catalogue of Life.

## Bildgalleri

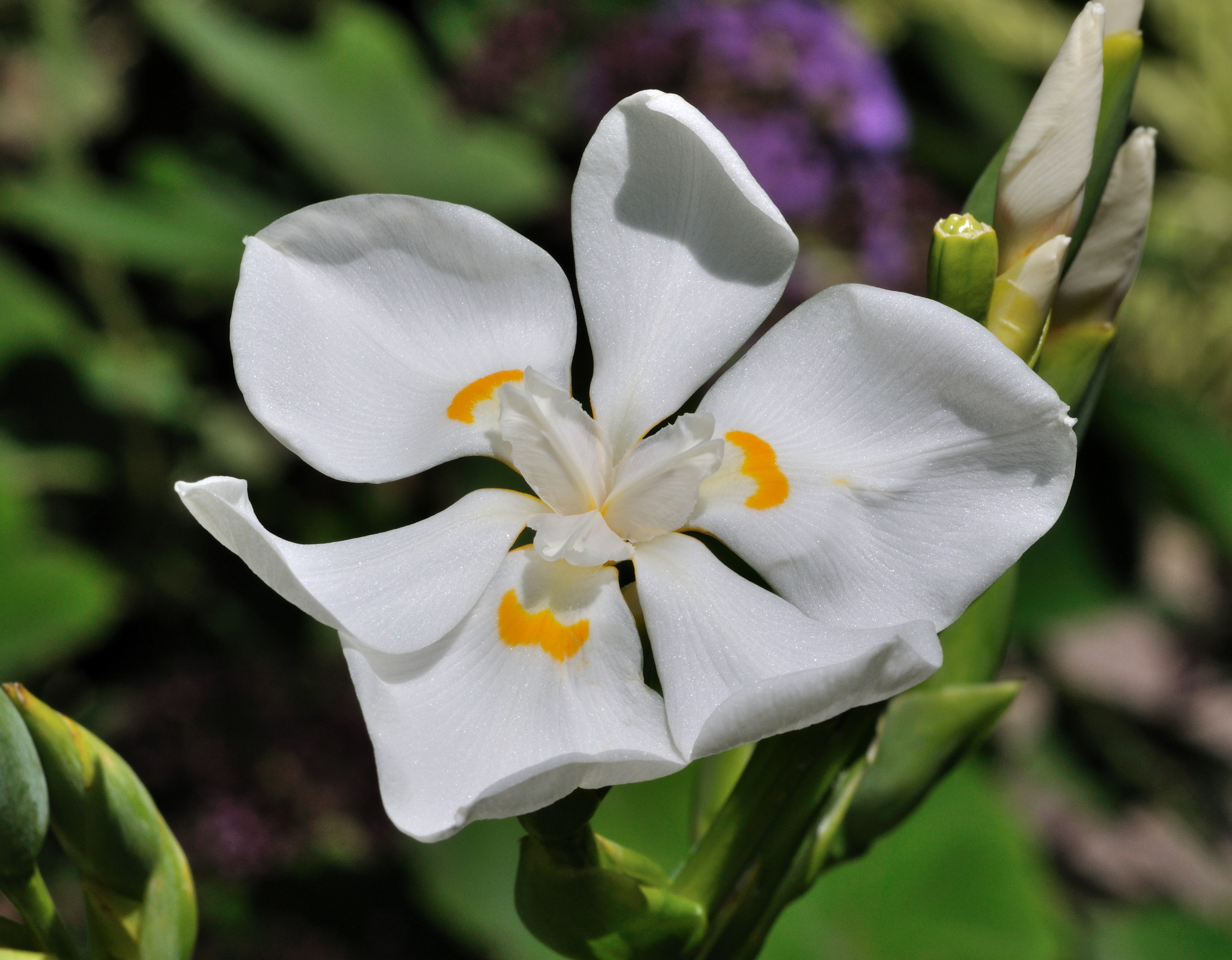